# Ргоште
Ргоште је насеље у Србији у општини Књажевац у Зајечарском округу. Према попису из 2022. било је 212 становника (према попису из 1991. било је 419 становника).

## Демографија
У насељу Ргоште живи 187 пунолетних становника, а просечна старост становништва износи 54,5 година (51,5 код мушкараца и 57,0 код жена). У насељу има 94 домаћинстава, а просечан број чланова по домаћинству је 2,26.
Ово насеље је великим делом насељено Србима (према попису из 2002. године), а у последња три пописа, примећен је пад у броју становника.
|  |

| Демографија | Демографија | Демографија |
| Година      | Становника  | Становника  |
| ----------- | ----------- | ----------- |
| 1948.       | 672         |             |
| 1953.       | 701         |             |
| 1961.       | 710         |             |
| 1971.       | 582         |             |
| 1981.       | 516         |             |
| 1991.       | 419         | 413         |
| 2002.       | 319         | 321         |
| 2011.       | 237         |             |
| 2022.       | 212         |             |

| Етнички састав према попису из 2002.‍ | Етнички састав према попису из 2002.‍ | Етнички састав према попису из 2002.‍ | Етнички састав према попису из 2002.‍ | Етнички састав према попису из 2002.‍ |
| ------------------------------------ | ------------------------------------ | ------------------------------------ | ------------------------------------ | ------------------------------------ |
|                                      |                                      |                                      |                                      |                                      |
| Срби                                 | Срби                                 |                                      | 318                                  | 99,68%                               |
| Хрвати                               | Хрвати                               |                                      | 1                                    | 0,31%                                |
| непознато                            | непознато                            |                                      | 0                                    | 0,0%                                 |

| Година пописа     | 1948. | 1953. | 1961. | 1971. | 1981. | 1991. | 2002. |
| ----------------- | ----- | ----- | ----- | ----- | ----- | ----- | ----- |
| Број домаћинстава | 154   | 166   | 192   | 169   | 169   | 139   | 117   |

| Број чланова      | 1  | 2  | 3  | 4  | 5  | 6 | 7 | 8 | 9 | 10 и више | Просек |
| ----------------- | -- | -- | -- | -- | -- | - | - | - | - | --------- | ------ |
| Број домаћинстава | 33 | 30 | 14 | 22 | 12 | 6 | 0 | 0 | 0 | 0         | 2,73   |

| Пол    | Укупно | Неожењен/Неудата | Ожењен/Удата | Удовац/Удовица | Разведен/Разведена | Непознато |
| ------ | ------ | ---------------- | ------------ | -------------- | ------------------ | --------- |
| Мушки  | 133    | 29               | 86           | 13             | 5                  | 0         |
| Женски | 162    | 20               | 82           | 47             | 13                 | 0         |
| УКУПНО | 295    | 49               | 168          | 60             | 18                 | 0         |

| Пол    | Укупно                    | Пољопривреда, лов и шумарство | Рибарство                            | Вађење руде и камена | Прерађивачка индустрија       |
| ------ | ------------------------- | ----------------------------- | ------------------------------------ | -------------------- | ----------------------------- |
| Мушки  | 46                        | 5                             | 0                                    | 1                    | 18                            |
| Женски | 30                        | 3                             | 0                                    | 0                    | 17                            |
| УКУПНО | 76                        | 8                             | 0                                    | 1                    | 35                            |
| Пол    | Производња и снабдевање   | Грађевинарство                | Трговина                             | Хотели и ресторани   | Саобраћај, складиштење и везе |
| Мушки  | 1                         | 2                             | 6                                    | 1                    | 5                             |
| Женски | 1                         | 0                             | 3                                    | 0                    | 1                             |
| УКУПНО | 2                         | 2                             | 9                                    | 1                    | 6                             |
| Пол    | Финансијско посредовање   | Некретнине                    | Државна управа и одбрана             | Образовање           | Здравствени и социјални рад   |
| Мушки  | 0                         | 1                             | 0                                    | 1                    | 1                             |
| Женски | 0                         | 0                             | 0                                    | 1                    | 3                             |
| УКУПНО | 0                         | 1                             | 0                                    | 2                    | 4                             |
| Пол    | Остале услужне активности | Приватна домаћинства          | Екстериторијалне организације и тела | Непознато            | Непознато                     |
| Мушки  | 2                         | 0                             | 0                                    | 2                    | 2                             |
| Женски | 0                         | 0                             | 0                                    | 1                    | 1                             |
| УКУПНО | 2                         | 0                             | 0                                    | 3                    | 3                             |